# 全国交通安全運動

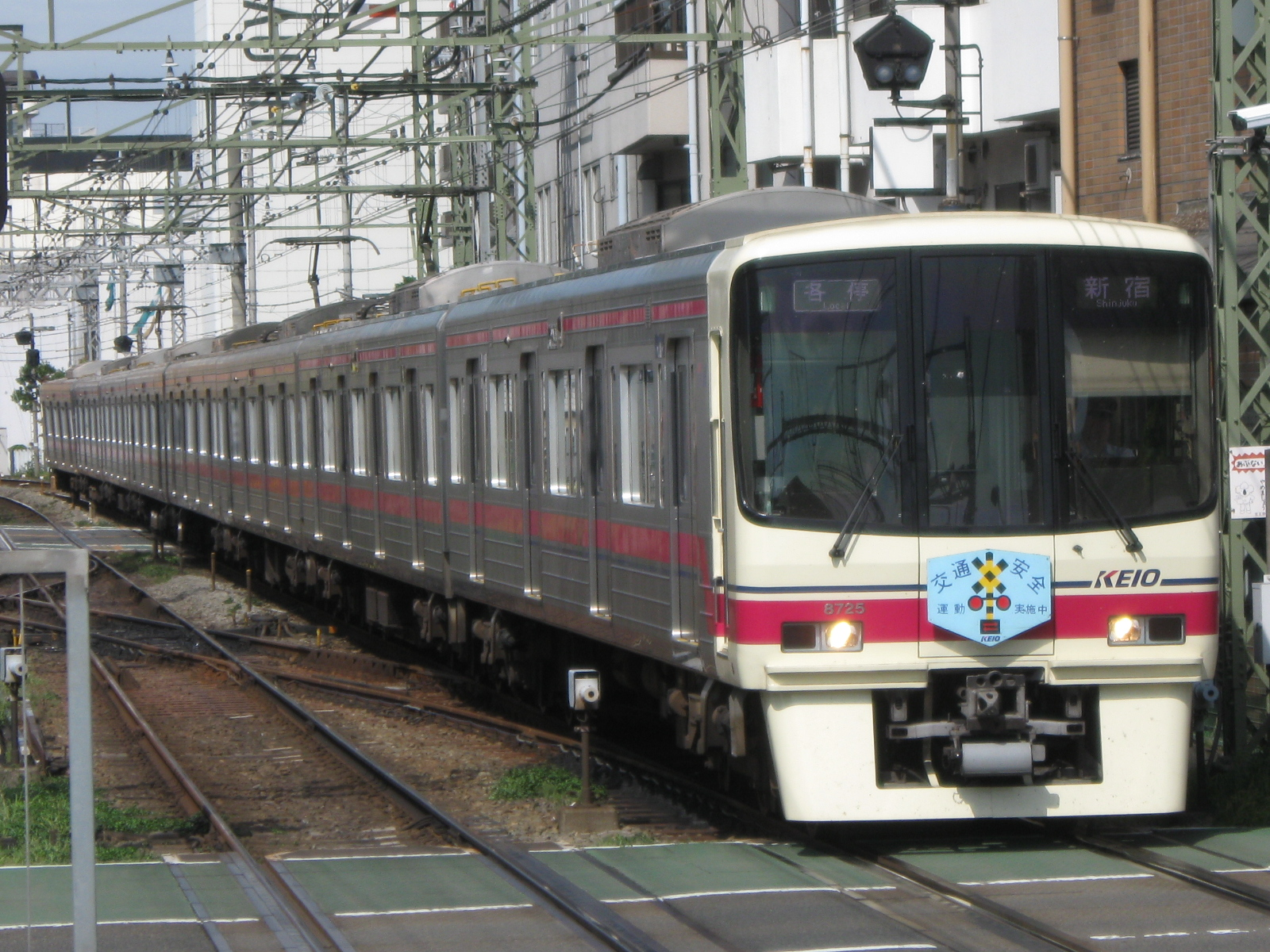
交通安全運動啓発ヘッドマークを取り付けた列車（京王8000系電車）

全国交通安全運動（ぜんこくこうつうあんぜんうんどう）とは、交通対策本部の定める要領に基づいて日本全国で実施される交通安全に関する啓発活動期間。

## 歴史
元々は1948年（昭和23年）11月15日の国家地方警察本部長官通達に基づき実施されていたが、自動車普及に伴う交通事故の急増を受けて、1955年（昭和30年）からは政府の重要施策として交通事故防止対策本部（1962年からは「内閣交通対策本部」。“事故防止”の語が外れた）が中心となって実施している。

## 時期
原則では春季は4月6日–4月15日、秋季は9月21日–9月30日とされているが、正式な日程は毎年交通対策本部によって決定される。
また4年に1度行われる統一地方選挙の年は春季が5月11日–5月20日へと変更される。
運動期間中の交通事故を低減する趣旨から、主な啓発活動については通常運動期間前から実施されている。